# .es
.es je internetová národní doména nejvyššího řádu pro Španělsko (podle ISO 3166-2:ES).
V roce 2005 byla ICANN schválena nová doména .cat pro katalánštinu.